# Mauricio Montes
Mauricio Alejandro Montes Sanguinetti (Lima, 22 de junio de 1982) es un exfutbolista peruano que jugó como delantero centro y actualmente se encuentra retirado.

## Trayectoria

### Formación e inicios
Se formó en el Deportivo Municipal club en el que estuvo hasta el año 2000, donde no llegó a debutar profesionalmente, posteriormente llega Bella Esperanza donde anota 4 goles en segunda y luego, tiene una experiencia breve en el fútbol Rumano.

### Alianza Lima, Atlético Universidad, Universidad de San Martín
En el 2002 llega a Alianza Lima donde debuta en Primera División. En su primer año que logra la clasificación a la Copa Libertadores 2003 posteriormente fue parte del bicampeonato de los "grones" en los años 2003 y 2004. Montes culmina su primera etapa en Alianza sin anotar gol alguno en 20 partidos en 2 temporadas.
Después de su paso por Alianza llega a Ica, específicamente al Atlético Universidad donde anota sus primeros goles en primera. 
Para el 2006 llega al Universidad San Martín
donde nuevamente vuelve a ser parte de un equipo campeón ganando dos veces el campeonato nacional y logra anotar algunos goles.

### Cienciano y Juan Aurich
A mediados del 2008 llega al Cienciano del Cusco donde hace dos temporadas y medida buenas marcando en total 25 goles. Además de clasificar y jugar la Copa Sudamericana 2009.
A mediados del 2010 debido a que le adeudaban 3 meses se marchó al Juan Aurich de Chiclayo donde fue habitual suplente de Luis Tejada anotando 2 goles al término de ese año, clasificando a la Copa Sudamericana 2011. Al siguiente año fue campeón nacional venciendo en la final a Alianza Lima. Jugó 19 partidos y anotó 5 goles.

### Real Garcilaso y Alianza Lima
En el 2013 Montes llega la vigente subcampeón Real Garcilaso donde es pieza importante del equipo que casi se lleva el campeonato de primera.
Para el 2014 regresa a Alianza Lima donde juega 29 partidos la mayoría ingresando y anota 5 importantes goles uno de ellos permite la obtención de la  Copa del Inca y los otros ayudaron para la lucha del título de primera y la posterior clasificación a Copa Conmebol Sudamericana.

### U. César Vallejo
En el 2015 llega al elenco poeta donde en su primera temporada fue pieza importante en la casi obtención del título de Primera, además de ganar la final de Copa a su exclub. En el 2016 jugó la Copa Libertadores 2016 con el Universidad César Vallejo enfrentando al Sao Paulo jugando el partido de vuelta. Finalmente esa misma temporada descendió de categoría con el elenco trujillano.

### Ayacucho Futbol Club
En el 2017 fichó por Ayacucho Futbol Club donde clasifica a la Copa Sudamericana 2018 y tiene una de sus mejores temporadas anotando un gol cada dos partidos en primera.

### Cusco FC
Actualmente juega en el Cusco FC

## Selección nacional
Pese a que Montes nunca llegó a jugar con la selección mayor del Perú, tuvo la oportunidad de reforzar a la selección peruana sub-23. Aunque tenía 37 años en aquel entonces, pudo hacerlo, ya que era para la edición de los Juegos Panamericanos 2019 y en este certamen, los cuadros sub-23 podían reforzarse con tres jugadores mayores a esa edad, siendo Carlos Cáceda, Edhu Oliva y Mauricio Montes los elegidos. 
Montes usó la dorsal 9 y fue capitán de la selección sub-23. Su debut con la blanquirroja se produjo el 29 de julio de 2019, en el primer partido del Grupo B por los Juegos Panamericanos, perdiendo 0-2 contra Uruguay. El jugador continuó con el equipo en el empate 2-2 con Honduras, en la derrota 0-2 con Jamaica y en el empate (y posterior victoria por penales) contra Ecuador. Tras todo ello, la selección peruana sub-23 finalizó en el séptimo puesto del campeonato, con Montes disputando 4 cotejos y sin poder anotar goles.

## Clubes y estadísticas
- Actualizado el jueves 25 de abril de 2019

| Club                           | Div. | Año         | PJ  | GF | A    |
| ------------------------------ | ---- | ----------- | --- | -- | ---- |
| Deportivo Municipal Perú       | 1°   | 2000        | 0   | 0  | 0    |
| Bella Esperanza Perú           | 2°   | 2001        | ?   | 4  | ?    |
| AEK Timisoara Rumania          | 1°   | 2002        | 0   | 0  | 0    |
| Alianza Lima Perú              | 1°   | 2002        | 1   | 0  | 0    |
| FC Mulhouse Francia            | 4°   | 2002-2003   | +7  | 6  | 0    |
| Alianza Lima Perú              | 1°   | 2003-2004   | 19  | 0  | ¿+1? |
| Atlético Universidad Perú      | 1°   | 2005        | 38  | 7  | ?    |
| Universidad San Martín Perú    | 1°   | 2006-2008   | 50  | 5  | ?    |
| Cienciano Perú                 | 1°   | 2008-2010   | 82  | 25 | ¿+6? |
| Juan Aurich Perú               | 1°   | 2010-2012   | 49  | 10 | 1    |
| Cusco FC Perú                  | 1°   | 2013        | 51  | 14 | 10   |
| Alianza Lima Perú              | 1°   | 2014        | 29  | 5  | 4    |
| Universidad César Vallejo Perú | 1°   | 2015 - 2016 | 63  | 16 | 5    |
| Sport Huancayo Perú            | 1°   | 2017        | 36  | 18 | 1    |
| Ayacucho FC Perú               | 1°   | 2018 - 2020 | 104 | 48 | 11   |
| Cusco FC Perú                  | 1°   | 2021 -2022  | 19  | 9  | 2    |
| Alianza Atlético Perú          | 1°   | 2022        |     |    |      |
| Ecosem Pasco Perú              | 3°   | 2023 -      |     |    |      |

## Palmarés

### Campeonatos nacionales
| Título                    | Club                   | País | Año  |
| ------------------------- | ---------------------- | ---- | ---- |
| Primera División del Perú | Alianza Lima           | Perú | 2003 |
| Primera División del Perú | Alianza Lima           | Perú | 2004 |
| Primera División del Perú | Universidad San Martín | Perú | 2007 |
| Primera División del Perú | Universidad San Martín | Perú | 2008 |
| Primera División del Perú | Juan Aurich            | Perú | 2011 |

### Torneos cortos
| Título          | Club                      | País | Año  |
| --------------- | ------------------------- | ---- | ---- |
| Torneo Clausura | Alianza Lima              | Perú | 2003 |
| Torneo Apertura | Alianza Lima              | Perú | 2004 |
| Torneo Apertura | Universidad San Martín    | Perú | 2007 |
| Torneo del Inca | Alianza Lima              | Perú | 2014 |
| Torneo del Inca | Universidad César Vallejo | Perú | 2015 |
| Torneo Clausura | Ayacucho FC               | Perú | 2020 |

### Distinciones individuales
| Distinción                                                              | Año  |
| ----------------------------------------------------------------------- | ---- |
| Incluido en el mejor once del Campeonato Descentralizado según la SAFAP | 2018 |